# Отты (Хакасия)
Отты (хак. От пилтірі) — аал (местное сельское поселение) в Аскизском районе  Хакасии в России. Входит в Усть-Чульский сельсовет.

## География
Аал расположен на реке Тёя,  в 66 км от райцентра — села Аскиз.

## Население
| 2002 | 2010 |
| ---- | ---- |
| 288  | ↘272 |

Национальный состав
Все хакасы.

## инфраструктура
Имеются начальная школа, фельдшерско-акушерский пункт, сельский клуб, библиотека.
Действуют два оператора сотовой связи — «ЕТК» и «МегаФон».

## Транспорт
Ближайшая ж.-д. станция — Усть-Есь в 37 км. 